# Strobilanthes polyneuros
Strobilanthes polyneuros är en akantusväxtart som beskrevs av C. B. Cl. och W. W. Smith. Strobilanthes polyneuros ingår i släktet Strobilanthes och familjen akantusväxter. Inga underarter finns listade i Catalogue of Life.